# Émerson Luiz Firmino
Émerson Luiz Firmino (født 28. juli 1973) er en tidligere brasiliansk fodboldspiller.